# Pseudomys laborifex
Pseudomys johnsoni là một loài động vật có vú trong họ Chuột, bộ Gặm nhấm. Loài này được Kitchener & Humphreys mô tả năm 1986.